# Внутренне перемещённые лица
Внутренне перемещённые лица — лица, вынужденные внезапно бежать из своих домов в больших количествах в результате вооружённого конфликта, внутренней розни, систематических нарушений прав человека либо стихийных бедствий и находящиеся на территории собственной страны.

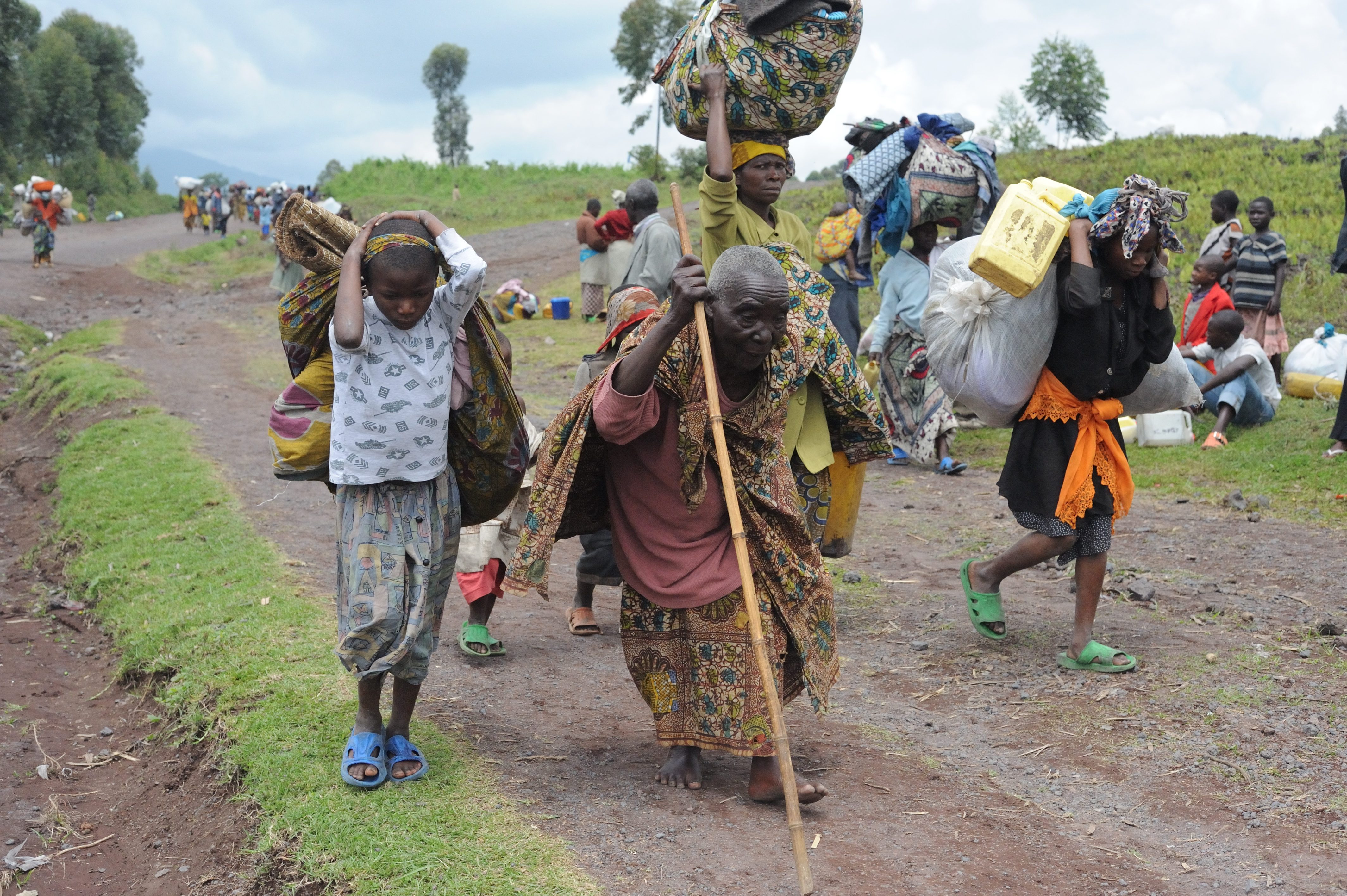
Жители деревни Кибати (Демократическая республика Конго) во время конфликта в Киву спасаются от обстрела в лагере для внутренне перемещённых лиц, 2008 год

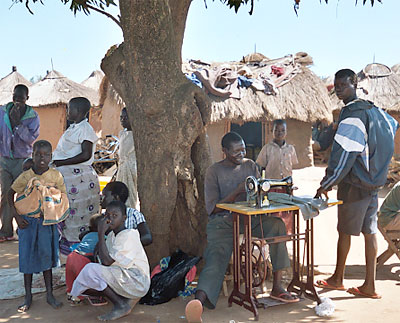
Портной в лагере Лабуже для внутренне перемещённых лиц в Уганде, 2005 год

Фактически, внутренне перемещённые лица, это лица, подпадающие под определение вынужденные переселенцы, но которые, покинув место своего постоянного проживания, остаются в стране своей гражданской принадлежности и могут пользоваться её защитой.
Необходимость предоставления помощи лицам, вынужденным по объективным причинам стихийно сменить место своего проживания особо остро проявилась в 1970-х годах в силу гражданских войн, разгоревшихся на территориях Анголы, Вьетнама, Камбоджи, Судана. До того времени помощь международного сообщества касалась лишь беженцев — лиц, покинувших границы своей страны и не пользующихся её защитой. Международным органом по вопросам беженцев являлось Управление Верховного комиссара ООН по делам беженцев (УВКБ ООН). В 1972 году УВКБ ООН, руководствуясь гуманными соображениями, включило «лиц, перемещённых внутри страны», в свои Программы в области помощи и восстановления для беженцев и репатриантов. В этом же году Генеральная Ассамблея ООН и ЭКОСОС своими резолюциями расширили post factum мандат УВКБ ООН, рекомендовав ему, по предложению Генерального секретаря ООН, участвовать в таких гуманитарных операциях ООН, в которых Управление располагает «особыми богатыми знаниями и опытом».
Специфика внутренне перемещённых лиц состоит в том, что, являясь гражданами государства и оставаясь на его территории, они находятся под исключительной юрисдикцией и защитой своей страны, даже если само государство и не в силах обеспечить такую защиту. Поэтому оказание помощи таким лицам со стороны международных органов может квалифицироваться как вмешательство во внутренние дела государства.
По состоянию на 1 января 2004 года, наибольшее число внутренне перемещённых лиц находилось в Колумбии (1 244 100 человек), Азербайджане (575 600), Либерии (531 600), Шри-Ланке (386 100), Российской Федерации (368 200), Боснии и Герцеговине (327 200), Грузии (260 200), Сербии и Черногории (256 900), Афганистане (184 300) и Кот-д’Ивуаре (38 000 человек). Согласно исследованию УВКБ ООН в конце 2007 года за пределами мест своего обычного проживания находились 11,4 млн беженцев и 26 млн внутренне перемещённых лиц. Недавние военные конфликты или вторжения, вызвавшие перемещение лиц внутри страны, — война в Грузии и военная операция в Палестине, вторжение России на Украину (2022).
Иногда в случае международного признания распада страны статус ряда внутренне перемещённых лиц может измениться на статус международных беженцев. Так было в частности, во время распада СССР и Югославии, и позднее — после отделения Эритреи от Эфиопии и Южного Судана от собственно Судана.
Международными органами, оказывающими помощь внутренне перемещённым лицам являются:
- Управление Верховного комиссара ООН по делам беженцев;
- Международный комитет Красного Креста;
- Международная организация по миграции;
- Специальный представитель ООН по делам лиц, перемещённых внутри страны.